# Classe OPV54
La classe OPV 54 (dal francese: Offshore Patrol Vessel de 54 mètres) è una classe di pattugliatori della Marine nationale destinati alla sorveglianza della pesca e della zona economica esclusiva di 200 miglia nautiche.

## Unità
| N°   | Nome     | Cantiere       | Impostazione | Varo       | Ingresso in servizio | Porto base |
| ---- | -------- | -------------- | ------------ | ---------- | -------------------- | ---------- |
| P676 | Flamant  | CMN, Cherbourg | 16/03/1994   | 24/04/1995 | 18/12/1997           | Cherbourg  |
| P677 | Cormoran | LLN, Lorient   | 25/05/1994   | 15/05/1995 | 29/10/1997           | Cherbourg  |
| P678 | Pluvier  | CMN, Cherbourg | 07/03/1995   | 02/12/1996 | 18/12/1997           | Cherbourg  |